# Bratszki járás

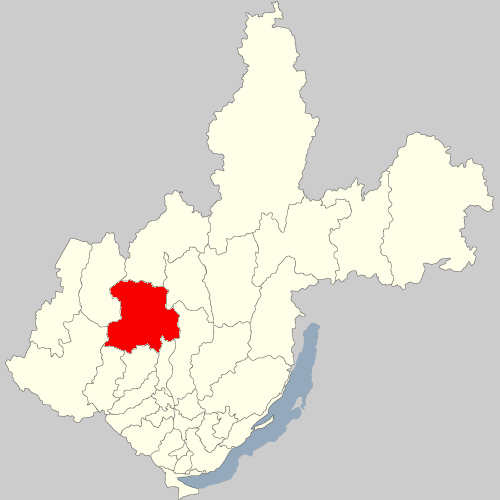
A Bratszki járás az Irkutszki területen

A Bratszki járás (oroszul Бра́тский райо́н) Oroszország egyik járása az Irkutszki területen. Székhelye Bratszk.

## Népesség
- 1989-ben 76 945 lakosa volt.
- 2002-ben 65 240 lakosa volt.
- 2010-ben 56 878 lakosa volt, melyből 53 621 orosz, 838 ukrán, 313 tatár, 235 fehérorosz, 110 csuvas, 106 azeri stb.